# Hoisbüttel (metrostation)
Hoisbüttel is een metrostation in het stadsdeel Ammersbek van de Duitse stad Hamburg. Het station werd geopend op 1 februari 1925 en wordt bediend door lijn U1 van de metro van Hamburg.